# Rachuonio
Rachuonio (Rachuonyo) foi um distrito (vilaiete) do Quênia da extinta província de Nianza com sede em Oiuguis. Seu território hoje faz parte do condado da Baía de Homa.